# Tobias Hauke
Tobias Hauke (* 11. September 1987 in Hamburg) ist ein deutscher Hockeyspieler und zweimaliger Olympiasieger (2008 und 2012).
Tobias Hauke begann beim Harvestehuder THC mit dem Hockeysport, nachdem seine Mutter und seine Schwestern bereits Hockey spielten. Mit dem HTHC wurde er deutscher Jugend-Hallenmeister und 2004 deutscher Hallenvizemeister. Vor der Saison 2008/2009 wechselte der Mittelfeldspieler zu Rot-Weiss Köln. Mit Rot-Weiss Köln wurde er 2009 und 2010 auf dem Feld und 2009 auch in der Halle Deutscher Meister. Im Februar 2010 gewann er mit Rot-Weiss Kõln den Hallen-Europapokal. Zur Saison 2010/11 wechselte er zurück zu seinem Heimat-Club Harvestehuder THC nach Hamburg, wo er 2023 seine Karriere beendete.
2003 wurde Hauke U16-Europameister in Barcelona. 2005 bei der U18-Europameisterschaft in Gniezno wurde die deutsche Mannschaft nur Fünfter, aber Hauke wurde als bester Spieler des Turniers ausgezeichnet. Ebenfalls 2005 debütierte Hauke in der deutschen Hockeynationalmannschaft. 2007 war er beim Gewinn der Hallenweltmeisterschaft in Wien im Team. Im Freien belegte die deutsche Mannschaft bei der Europameisterschaft 2007 in Manchester den vierten Platz, gewann aber die FIH Champions Trophy in Kuala Lumpur. Bei den Olympischen Spielen 2008 gewann Hauke mit der deutschen Mannschaft im Finale gegen Spanien mit 1:0 und wurde Olympiasieger und damit jüngster deutscher Goldmedaillengewinner bei den Olympischen Spielen 2008.
Bei der Europameisterschaft 2009 in der Hockeyhochburg Holland belegten die deutschen Herren hinter Europameister England den 2. Platz.
Das Jahr 2010 fing für Tobias Hauke mit dem 2. Platz bei den Weltmeisterschaften in Neu-Delhi sehr gut an. Im November 2010 folgte dann die Wahl zum „Young Player of the Year 2010“ durch die FIH und im Dezember 2010 wurde er in das FIH-All-Star Team 2010 gewählt, zusammen mit seinen Nationalmannschaftskollegen Matthias Witthaus, Moritz Fürste, Maximilian Müller und Bundestrainer Markus Weise. Kurz darauf wurde Hauke zu Deutschlands Hockeyspieler des Jahres 2010 gewählt. Im Februar 2011 gehörte Hauke zum Team der deutschen Nationalmannschaft, die zum dritten Mal in Folge den Titel des Hallen-Weltmeisters im polnischen Posen gegen Polen gewann. Bei der Europameisterschaft im August 2011 in Mönchengladbach gewann Tobias Hauke mit der deutschen Nationalmannschaft das Finale gegen die Niederlande und wurde Europameister. Bei der im Januar 2012 in Leipzig ausgetragenen Hallenhockey-Europameisterschaft wurde Tobias Hauke nicht nur, wie auch seine Schwester Franzisca Hauke, Europameister, sondern zudem noch als wertvollster Spieler der Europameisterschaft ausgezeichnet.
2013 wurde er als Welthockeyspieler ausgezeichnet. Tobias Hauke hat 375 Länderspiele absolviert, davon 41 in der Halle und ist damit deutscher Rekordnationalspieler (Stand Juni 2023). Am 5. Februar 2023 beendete er seine Karriere als Hockeyspieler mit dem deutschen Hallenmeistertitel bei den Final Four in Frankfurt/Main.
Ab Januar 2013 arbeitete Hauke in der Medienabteilung des Fußballvereins Hamburger SV als Assistent des Pressesprechers. Im November 2016 wurde er zum Teammanager der Bundesliga-Mannschaft befördert, in der er als Ansprechpartner zur Vereinsführung fungierte und seine Erfahrungen als Spitzensportler einbrachte. Im April 2019 ist er in vierter Generation in das Familienunternehmen Kurt E.F.W.Hauke KG (GmbH & Co) eingestiegen und ist seit dem 1. Januar 2022 geschäftsführender Gesellschafter.